# Arnold Johan Messenius
Arnold Johan Messenius (Danzica, 1607 – Stoccolma, 1651) è stato uno storico svedese.

## Biografia
Figlio del grande storico Johannes Messenius, trascorse gran parte della sua giovinezza nella fortezza di Kajaneborg, nella Finlandia artica, dove suo padre era stato imprigionato perché sospettato di essere cattolico e di parteggiare per il re di Polonia ed ex re di Svezia Sigismondo III Vasa. Ricevette i primi rudimenti scolastici da suo padre.
Ebbe un'adolescenza irrequieta. Nel 1621, all'età di 14 anni, le autorità svedesi lo sottrassero con la forza ai familiari e lo rinchiusero a Uppsala in un collegio retto da luterani. Fu costretto a fuggire per aver ucciso un compagno di scuola durante una rissa e, dopo una fuga avventurosa attraverso la Norvegia e la Danimarca, giunse a Danzica, dove fu accolto dai suoi parenti e ricevette aiuto da fuoriusciti svedesi in Polonia. Nell'ottobre 1623 fu accolto nel prestigioso Collegium Hosianum gesuita di Braunsberg, dove peraltro aveva studiato anche suo padre; ma, insofferente alla disciplina, scappò e, dopo aver vagabondato in Prussia, Polonia, Slesia, Boemia e Austria, nel luglio 1624 fece ritorno in Svezia al seguito di Christopher Radziwiłł, un nobile lituano protestante oppositore di Gustavo II Adolfo di Svezia. In Svezia il ragazzo venne sottoposto a giudizio con l'accusa di essere una spia dei Polacchi; il processo, nel corso del quale per difendersi Arnold Johan accusò il padre di essere effettivamente cattolico, terminò con la condanna a morte di Arnold Johan, commutata in carcere duro e poi di confino in Finlandia. Fu graziato 14 anni dopo, nel 1640.
Arnold Johan si dedicò alla ricerca storica e scrisse delle biografie su Sigismondo e Carlo IX. Nel 1645 fu nominato storiografo del regno dalla regina Cristina di Svezia, famosa per aver abdicato nel 1654 ed essersi, successivamente, convertita al cattolicesimo dal luteranesimo. Nel 1651 il giovane figlio di Arnold Johan, di nome Arnold, inviò al principe ereditario Carlo Gustavo una satira contro la regina Cristina e contro Axel Oxenstierna. Arnold Johan venne coinvolto nell'indagine nata da questo episodio. Sospettati di tramare contro la sovrana («congiura dei Messenî»), Arnold Johan e suo figlio Arnold furono condannati a morte e giustiziati.